# The Punisher (film 2004)
The Punisher è un film del 2004 diretto da Jonathan Hensleigh. Il film è l'adattamento del personaggio dei fumetti della Marvel Comics il Punitore. La trama del film è liberamente ispirata alla saga Bentornato, Frank di Garth Ennis e Steve Dillon e alla miniserie Punisher: Year One, omaggiata anche nella targa dell'auto del protagonista.

## Trama
Frank Castle, agente dell'FBI ed ex operativo delle United States Army Special Forces, è felicemente sposato, ha un figlio, una casa e un lavoro. Nella sua ultima missione sotto copertura muore un giovane crmiminale di nome Bobby Saint, figlio di Howard Saint, un importante e spietato boss d'affari di Tampa (Florida) che ricicla nella sua banca i soldi della mafia cubana. Scoperto il nome di colui che ritiene responsabile della morte del figlio, Saint invia i suoi uomini migliori ad una riunione di famiglia dei Castle a Porto Rico. Gli uomini eseguono gli ordini, dettati anche da Livia, la moglie di Saint, e tutta la famiglia di Frank, compresa la moglie Maria ed il figlio Will, vengono uccisi.
Sopravvissuto malgrado gravi ferite, Frank torna a Tampa con una t-shirt raffigurante un teschio indosso regalatagli dal figlio e, approfittando di essere creduto morto, inizia una missione personale che lo porterà alla ricerca e all'uccisione dei responsabili di quel massacro. Si organizza affittando un appartamento e riempendolo con armi illegali che usava durante il suo ultimo incarico (si faceva passare per un trafficante d'armi).
Informato del ritorno di Castle, Howard Saint gli scaglia contro due sicari: Harry Heck e l'imponente Russo; Castle riesce a sbarazzarsene per poco, e decide di allargare gli obiettivi della sua vendetta; aiutato (all'inizio con la forza) da Micky Duka, lo stesso delinquente che aveva portato Bobby Saint all'incontro che gli è costato la vita; si informa sulla famiglia e sulle loro abitudini; scopre così l'omosessualità di Quentin Glass, ragioniere e factotum di Saint, e la sua amicizia stretta con Livia Saint; manovrandoli come burattini, costruisce finte prove di una relazione tra i due, cosa che porterà Howard Saint ad uccidere prima il suo consigliere e poi la moglie.
I sicari di Saint vengono a cercarlo anche a casa, e Frank si salva solo grazie ai suoi strampalati vicini di casa, la dolce Joan (che ha sbarazzato del ex fidanzato violento), Mr. Bumpo e Spacker Dave; alla fine Castle concluderà la sua missione punitiva uccidendo Howard Saint e il figlio rimasto John (che guidava il commando colpevole della strage della sua famiglia ed aveva investito personalmente sua moglie e suo figlio).
Terminata la sua vendetta, Castle medita il suicidio, ma i ricordi della famiglia (evocati da un consiglio datogli da Joan) lo trattengono dal farlo; il giorno dopo Frank parte; ha decidso di allargare il suo raggio d'azione e di continuare la sua missione contro chiunque faccia del male ad altri: è diventato il Punitore.

## Produzione
Inizialmente la sceneggiatura prevedeva anche i personaggi di Microchip, che non piaceva al regista, e Mosaico: entrambi sono stati eliminati dallo script.
Il film si discosta abbastanza dal materiale originale: l'azione viene spostata, ad esempio, da New York a Tampa City;
nel fumetto Frank Castle ha due bambini mentre nel film ne ha uno solo ed il massacro dei familiari avviene al Central Park di New York ad opera del boss Bruno Costa, non a Porto Rico ad opera dello spietato boss Howard Saint.
Jonathan Hensleigh fu scelto per la regia dell'adattamento del personaggio dei fumetti della Marvel Comics nel 2003. Il regista ebbe a disposizione un budget limitato e solo poche settimane per girare tutta la pellicola; questo lo costrinse a riscrivere più volte la sceneggiatura.
Le riprese si svolsero a Tampa, Florida. Per girare il film il regista e il direttore della fotografia Conrad W. Hall visionarono numerosi film quali Il buono, il brutto, il cattivo, Il padrino, Gangster Story, Getaway, il rapinatore solitario e la serie dell'Ispettore Callaghan; in un'intervista, inoltre, il regista dichiarò di aver omaggiato nella pellicola l'Otello di William Shakespeare e il film Interceptor di George Miller.
La trama del film è liberamente ispirata principalmente alla miniserie Punisher: Year One e alla saga Bentornato, Frank scritta da Garth Ennis e disegnata da Steve Dillon:
Il regista decise anche di eliminare dalla sceneggiatura i personaggi di Microchip e il villain Mosaico:

### Cast
- Tom Jane è Frank Castle/Punisher: un poliziotto a cui è stata uccisa la sua intera famiglia. Diventerà un violento e spietato vigilante.
- John Travolta è Howard Saint: il boss mafioso che decide di sterminare la famiglia di Castle.
- Laura Harring è Livia Saint: la moglie di Howard. La vera mandante dello sterminio della famiglia di Castle
- Will Patton è Quentin Glass: braccio destro e migliore amico di Howard Saint, è omosessuale.
- Rebecca Romijn è Joan: vicina di casa di Frank, è segretamente innamorata di lui.
- John Pinette è Mr. Bumpo: vicino di casa di Frank.
- Ben Foster è Spacker Dave: vicino di casa di Frank, è ricoperto di piercing.
- James Carpinello è Robert "Bobby" e John Saint: i figli di Howard Saint.
- Eddie Jemison è Micky Duka: al servizio di Howard Saint, aiuta di nascosto Frank Castle.
- Samantha Mathis è Maria Castle: la moglie di Frank, viene brutalmente uccisa.
- Russell Andrews è James "Jimmy" Weeks: poliziotto ex-partner di Frank Castle.
- Kevin Nash è il Russo: sicario invincibile mandato da Howard Saint contro Punisher.
- Roy Scheider è Frank Castle Sr.: il padre di Frank, viene brutalmente ucciso.
- Mark Collie è Harry Heck: sicario mandato da Howard Saint contro Frank Castle, suona la chitarra.
- Marcus Johns è Will Castle: il figlio di Frank, viene brutalmente ucciso.
- Veryl Jones è Candelaria: l'abitante dell'isola che aiuta Frank a rimettersi.
- Eduardo Yáñez è Mike Toro: socio in affari di Howard Saint.
- Omar Avila è Joe Toro: socio in affari di Howard Saint.

## Colonna sonora

### The Punisher: The Album
La colonna sonora del film, intitolata The Punisher: The Album, è stata pubblicata il 23 marzo 2004 dalla Wind-up Records.

#### Tracce
1. Step Up - Drowning Pool
2. Bleed - Puddle of Mudd
3. Slow Motion - Nickelback
4. Never Say Never - Queens of the Stone Age
5. Broken - Seether feat. Amy Lee
6. Finding Myself - Smile Empty Soul
7. Lost in a Portrait - Trapt
8. Still Running - Chevelle
9. Ashes to Ashes - Damageplan feat. Jerry Cantrell
10. Sold Me - Seether
11. Eyes Wired Shut - Edgewater
12. Slow Chemical - Finger Eleven
13. The End Has Come - Ben Moody feat. Jason Charles Miller & Jason Jones
14. Piece by Piece - Strata
15. Bound to Violence - Hatebreed
16. Sick - Seven Wiser
17. Complicated - Submersed
18. Time for People - Atomship
19. In Time - Mark Collie

### The Punisher Original Motion Picture Score
Lo score del film, invece, è stato composto da Carlo Siliotto.

#### Tracce
1. The Punisher
2. Otto Krieg
3. Unusual Resurrection
4. Moving
5. I Can't Believe I'm Home
6. His Whole Family
7. The Massacre
8. Death And Resurrection Of Frank Castle
9. God's Gonna Sit This One Out
10. Ice Lolly And Meat
11. You're Gonna Help Me
12. Entering The Fort
13. About Your Family / Setting a Trap
14. A Bomb For John Saint
15. Good Memories Can Save Your Life
16. The Thugs
17. The Torture
18. Elevator and Headache
19. A New Family / Joan's Suffering
20. Quentin's Glass Home
21. Killing a Best Friend
22. You Don't Understand... End of a Dark Lady
23. She Took the Train / Punishment
24. The Arrow
25. Both Of Them
26. The Skull
27. Castle's Loneliness
28. Call Me ‘The Punisher’
29. Jealous One - J.C. Loader
30. La donna è mobile - Giuseppe Verdi

## Edizioni home video

Copertina dell'adattamento a fumetti del film

Il DVD del film è stato distribuito il 7 settembre 2004, mentre in Italia è uscito nel dicembre dello stesso anno. Distribuito dalla Sony Pictures, il film è stato presentato sul mercato con i seguenti contenuti speciali:
- Commento audio del regista Jonathan Hensleigh al film;
- Scene eliminate con commento opzionale del regista;
- Giornale di guerra: making of;
- Video musicale Step Up dei Drowning Pool.

### Extended Cut
Negli Stati Uniti è stata distribuita anche una versione extended cut che presenta il film in versione estesa con scene mai viste al cinema:
- È presente una sequenza animata ambientata a Kuwait City durante la prima Guerra del Golfo; Castle è nelle Forze Speciali con Jimmy Weeks, molto prima che i due finissero all'FBI; dopo una battaglia, un maggiore vuole giustiziare dei prigionieri di guerra iracheni responsabili di aver massacrato alcuni membri delle Nazioni Unite, ma il sergente Castle glielo impedisce; un soldato iracheno afferra il maggiore innescando una granata, e Jimmy tira indietro Frank appena in tempo; Frank lo ringrazia di avergli salvato la vita e Jimmy gli consiglia di non sprecarla.
- Un'altra aggiunta è una sottotrama secondaria che ha inizio nel casinò dei fratelli Toro, quando Howard Saint costringe a parlare Jimmy Weeks, indebitato nei confronti dei Toro; più avanti nel film, dopo il massacro della sua famiglia, Jimmy cerca di persuadere Frank ad abbandonare la città, lasciando che sia la polizia a trovare i responsabili. Frank tuttavia inizia a nutrire dei sospetti riguardo al comportamento dell'amico e poco prima della resa dei conti finale contro Saint, sorprende Jimmy a casa sua, avendo capito che è stato lui a venderlo al boss; dopo che Jimmy tenta senza successo di ucciderlo e avendo capito che per lui non c'è più niente da fare, Frank gli passa una pistola con un proiettile e lo invita a suicidarsi.

## Sequel, reboot e videogiochi

### Reboot
Nonostante i modesti incassi ai botteghini, la Lions Gate Entertainment mise in cantiere un seguito chiamato The Punisher 2 basato sulle buone vendite del DVD. Il regista Jonathan Hensleigh si disse pronto a tornare, mentre Thomas Jane dichiarò che la nemesi del film sarebbe stato Mosaico. Jonathan Hensleigh scrisse la sceneggiatura ma il progetto fu rimandato per tre anni. John Dahl fu approcciato per la regia del seguito ma, non amando lo script, decise di rinunciare. Successivamente Thomas Jane abbandonò il progetto, costringendo lo studio a riavviare il franchise con nuovi attori e nuovo regista.
Il reboot del film, titolato Punisher - Zona di guerra, è stato diretto da Lexi Alexander ed interpretato da Ray Stevenson. È uscito nel 2008 in USA e nel 2009 in DVD in Italia.

### Cortometraggio sequel
Nel 2012 l'attore Thomas Jane produce un cortometraggio indipendente dal titolo The Punisher: Dirty Laundry, dove torna nei panni di Frank Castle.

### Videogioco
Nel 2004 uscì un videogioco intitolato Il Punitore per telefoni cellulari, il quale fu convertito l'anno seguente per PlayStation 2, Xbox e Windows. Il titolo presenta un misto tra la trama della pellicola e quella di alcuni numeri del fumetto originale.